# Bovolenta
Bovolenta település Olaszországban, Veneto régióban, Padova megyében. Lakosainak száma 3440 fő (2023. január 1.). Bovolenta Brugine, Candiana, Cartura, Casalserugo, Polverara, Pontelongo és Terrassa Padovana községekkel határos.

## Népesség
A település népességének változása:
| Lakosok száma | 3452 | 3471 | 3440 |
|               | 2017 | 2018 | 2023 |